# 柳賓齊
49°8′48″N 23°41′28″E / 49.14667°N 23.69111°E
柳賓齊（烏克蘭語：Любинці），是烏克蘭的村庄，位於該國西部利沃夫州，由斯特雷區赫拉博韋茨-杜利貝市鎮負責管轄，處於斯特雷河畔，面積10.6平方公里，海拔高度353米，2001年人口1,030。人口954。